# Laestadianernas fridsföreningars förbund
Laestadianernas Fridsföreningars Förbund r.f. (förkortas LFF) är en gemensam organisation för de svensk- och tvåspråkiga  læstadianska bönehusföreningarna i Finland. Förbundet har nio medlemsföreningar, bland dem Bosund. Medlemsföreningarna är självständiga och beslutar på egen hand om sin angelägenheter medan LFF koordinerar gemensamma angelägenheter, såsom missionsverksamheten. LFF ger också ut en tidning, Sions Missionstidning. LFF samarbetar med den finskspråkiga systerorganisationen Lähetysyhdistys Rauhan Sana (LYRS) såväl som med norska och svenska læstadianska organisationer.